# Amstetteni vérfertőzési ügy
Koordináták: é. sz. 48° 07′ 04″, k. h. 14° 52′ 14″48.117828°N 14.870517°E

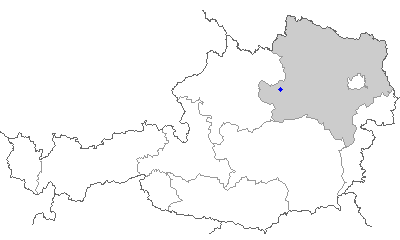
Amstetten fekvése Ausztrián belül

Az amstetteni vérfertőzési botrány 2008. április 27-én került ki a médiába. A vád szerint egy helyi lakos, Josef Fritzl (sz. 1935) 1984 óta, 24 éven keresztül tartotta fogva saját lányát, Elisabeth Fritzlt, a pincéjükben kialakított helyiségben, s időközben többször megerőszakolta. Vérfertőző viszonyukból hét gyermek született, akik közül hármat Josef Fritzl és felesége, Rosemarie Fritzl nevelt, hármat pedig a pincében tartott fogva, az egyik gyermek pedig még közvetlenül a születése után elhalálozott (a férfi ezután elégette a tetemét). A nő több mint két évtizedes raboskodásának végül egy orvosi vizsgálat vetett véget.
Az elkövető az ítélethozatal előtt egy nappal, 2009. március 18-án mindent beismert, majd március 19-én életfogytiglani börtönre ítélték, ami ellen nem fellebbezett.
Az ügy kirobbanása óta Fritzlre ráragadt az amstetteni rém megnevezés.

## Elisabeth Fritzl és gyermekei
Elisabeth Fritzlt (sz. 1966) saját elmondása szerint édesapja, Josef Fritzl már 11 éves kora óta zaklatta szexuálisan. A lányt 1984. augusztus 28-án, 18 éves korában börtönözte be az apja a pincéjükben kialakított cellába. 1988 szeptemberében a lány saját kézzel írt levélben, melyet fogvatartója kényszerített ki tőle, közölte szüleivel, hogy ne keressék soha többé, mivel csatlakozott egy „vallási közösséghez” és nem tér vissza. A pincében töltött 24 év alatt a lányt folyamatosan verte az apja és rendszeresen megerőszakolta. A vérfertőzés következtében Elisabeth hét gyermeknek adott életet. Először 1988-ban (Kerstin), majd 1989-ben (Stefan), 1992-ben (Lisa) és 1994-ben (Monika). 1996-ban ikreket szült (Alexander és fivére), azonban egyikőjük meghalt a születést követő napokban. A csecsemő holttestét Josef elégette. Elisabeth 2003-ban szült utoljára (Felix).
A gyermekek közül Alexandert, Monikát és Lisát a nagyszülők nevelték fel, mivel az apa és egyben nagyapa, Josef Fritzl a születés után pár hónappal rendre felvitte őket a pincéből és az ajtó elé helyezte őket egy levél kíséretében, melyben Elisabeth arra kéri szüleit: neveljék fel a gyermekeket. Josef és Rosemarie ezután örökbe fogadták unokáikat és a szomszédok elmondása szerint példásan nevelték őket. A többi gyermek, Kerstin, Stefan és Felix születésük pillanata óta a pincehelyiségben éltek és nevelkedtek: ez idő alatt egyszer sem jöhettek ki onnan. A fent normális életet élő gyerekek eközben semmit nem sejtettek pincében raboskodó testvéreikről, csakúgy, mint Rosemarie.
A rendőrség 2008. május 1-jén tett nyilatkozata szerint Josef Fritzl arra kényszerítette Elisabethet, hogy írjon egy levelet, amelyben közli a családjával, hogy „vissza akar térni”, de „egyelőre nem lehetséges”. Az osztrák nyomozók szerint ez azt bizonyítja, hogy a férfi előbb-utóbb véget akart vetni lánya bebörtönzésének.

## Josef Fritzl
Josef Fritzl, a vérfertőző apa, 2008. április 27-én történt letartóztatása után beismerő vallomást tett. Vallomásában elismerte a vérfertőzést és azt, hogy 24 éven keresztül tartotta fogva a lányát. 2008. április 29-én DNS-vizsgálat bizonyította, hogy valóban ő az apja mind a hat gyermeknek.
Fritzl nyugalmazott elektromérnök, feleségétől, Rosemarie Fritzltől további hét gyermeke született. Az 1960-as években  több bűncselekményt is elkövetett. A rendőrség azt is vizsgálja, hogy Fritzl érintett-e egy 1986-ban történt gyilkosságban, amikor egy fiatal lányt, Martina Poscht megöltek. Szomszédai, ismerősei, de még gyermekkori barátai sem tudtak a férfi kettős életéről. Megdöbbentő az is, hogy Fritzl – miközben lánya a pincében raboskodott – többször hetekre elutazott nyaralni, például egy alkalommal Thaiföldre. Fritzl védelmét az ügyben egy osztrák sztárügyvéd, Rudolf Mayer vállalta.
A férfiről a további vizsgálatok során kiderült, hogy gyermekkori szexuális képzelgéseiben sokáig anyja kapott szerepet, aki annak idején terrorizálta, verte és megalázta. Fritzl házasságon kívül született, így nevelőanyjával való viszonya már a kezdetektől meg lett pecsételve. Egyes források szerint felnőtt korában, mikor feleségével kényszerből a nőhöz költözött, azt befalazta a padláson - ez, mint kiderült, nem volt igaz.

## A pincebörtön

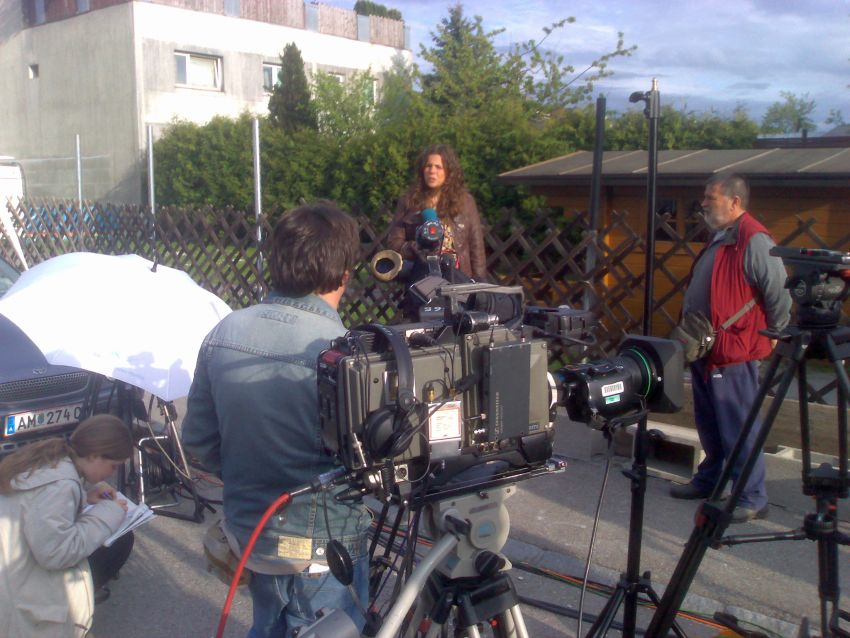
Újságírók a Fritzl-ház előtt

A 24 éven keresztül tartó raboskodás színhelyéül a Fritzl-ház pincéje szolgált, melyet Josef Fritzl alakított valóságos börtönné, és az évek folyamán folyamatosan bővítgette.
A helyiség kb. 50-60 négyzetméter területű volt, belmagassága kb. 170 centiméter. A férfi kialakított benne három nagyobb helyiséget. A helyiségeket egyetlen szűk, alig 1 méter széles folyosó kötötte össze. A pincebörtönben volt egy hálóhelyiség, egy mosdóhelyiség és egy „orvosi” helyiség, ahol a szülések történtek. A hangszigetelt, ablak nélküli helyiséget egy közel 300 kilogrammos páncélajtó zárta el a külvilágtól, ami valamilyen elektronikus zárszerkezettel rendelkezett. A páncélajtót egy szekrény és egy titkos falelem rejtette el, így Josef Fritzlen és rabjain kívül senki sem tudott a pincebörtönről. Fényt villanykörték biztosítottak a négy bentlakónak, s egyetlen kapcsolatuk a külvilággal egy rádió és egy televízió volt.
24 éven keresztül senki nem vette észre a pincét, pedig a házban nem egyedül a Fritzl család lakott, igaz, a társasház Josef Fritzl tulajdonában volt. Az egyik szomszéd elmondása szerint néha furcsa kopogást hallott, de nem tulajdonított neki jelentőséget. Josef Fritzl a kopogó hangokat a gázfűtés vezetékeinek működési hibáihoz társította, és a lakásbérleti szerződés felmondását kilátásba helyezve megtiltotta a lakások bérlőinek, hogy lemenjenek a pincébe. 1999-ben tűzvédelmi ellenőrzés miatt a tűzoltóság szakemberei is jártak a pincében, de ők sem vették észre a titkos lejáratot.

## Szabadulás a 24 éves fogságból

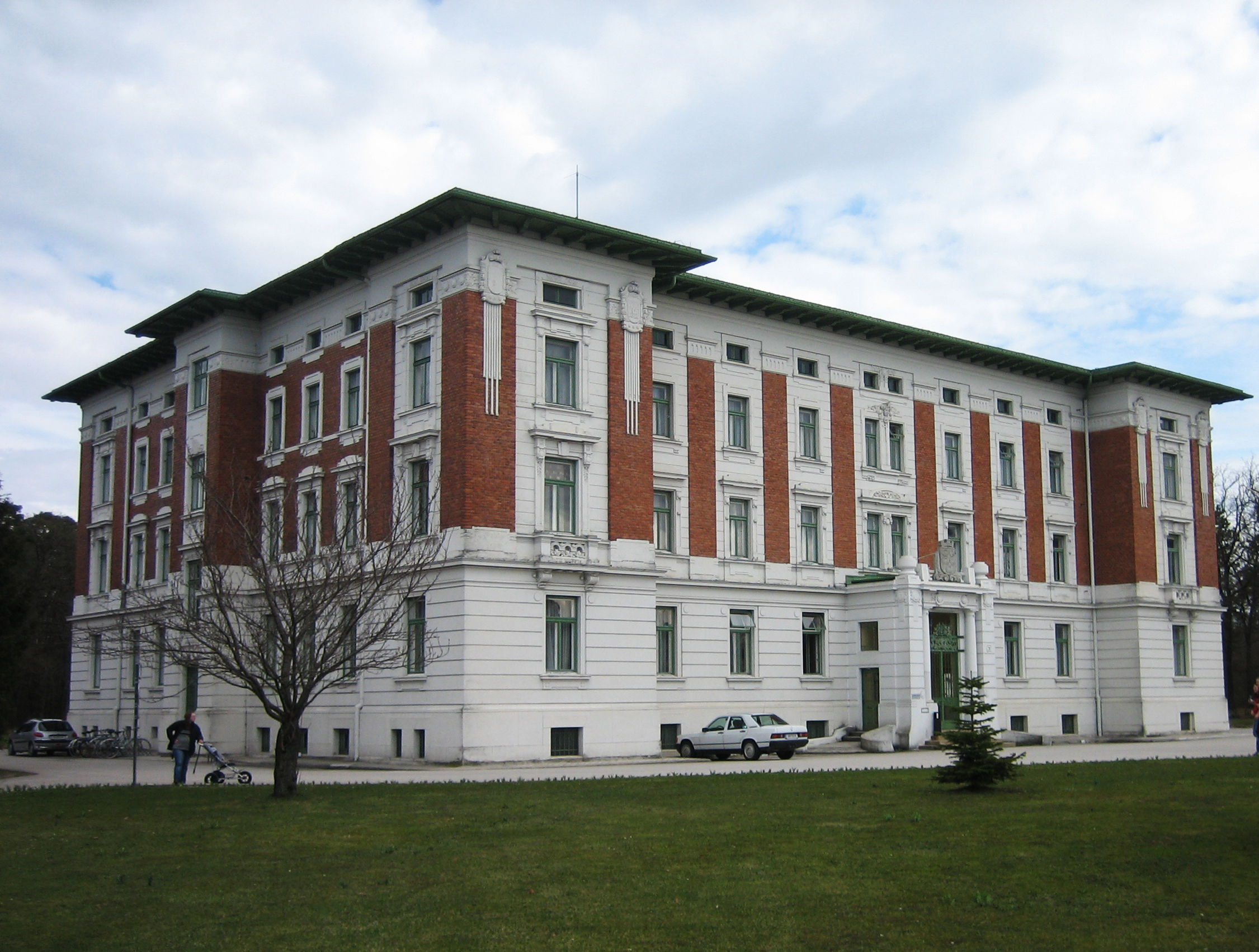
Az amstetteni kórház

A pincében 24 éve raboskodó Elisabeth és három vele együtt élő gyermeke egy orvosi vizsgálatnak köszönhetik szabadságukat. 2008. április 19-én Kerstin rosszul lett, ezért Elisabeth megkérte apját, hogy vigye el kórházba, amit még aznap meg is tett, a helyzetet pedig ismét egy lánya által írt állevéllel magyarázta. Kerstin zsebébe az anyja egy titkos segélykérő levelet rejtett, melyet a kórház alkalmazottai meg is találtak a vizsgálat során. Április 26-án Josef kiengedte Elisabethet, és visszatért vele a kórházba, Kerstinhez. A kórház alkalmazottai ekkor értesítették a rendőrséget a férfi hollétéről, és hamarosan le is tartóztatták a 73 éves Josef Fritzlt. Elisabeth Fritzl 24, Kerstin Fritzl 19, Stefan Fritzl 18 és Felix Fritzl 5 éve raboskodott a pincebörtönben, amit ottlétük alatt egyszer sem, egyetlen pillanatra sem hagytak el. Kerstin közel két hónapos mélyaltatás után került ki a kórház intenzív osztályáról; átszállították abba az intézménybe, ahol családtagjait ápolják. Az anya és hat gyermeke 2008 decemberének végén hagyta el az idegszanatóriumot – a család ügyvédje nem adott bővebb információt arról, hogy hová költöztették őket, hangsúlyozva, hogy az asszony és gyermekei új életet akarnak kezdeni.